# Spanglish (Film)
Spanglish ist eine US-amerikanische Filmkomödie von Regisseur James L. Brooks aus dem Jahr 2004.

## Handlung
John Clasky ist gutverdienender Eigentümer und gleichzeitig Chefkoch eines Restaurants. Vom Typ her ist er ein ausgeglichener, ruhiger Mensch, den nichts aus der Ruhe bringt, außer vielleicht der Umstand, dass die New York Times ihn mit vier Sternen zum besten Koch Amerikas machen will. Seine Befürchtung ist, dass er dann nicht mehr genug Zeit für seine Familie haben und die Laufkundschaft verlieren wird. Zur Familie gehören seine Frau Deborah, die es allen rundherum und sich selbst recht machen will, jedoch dadurch zu einer Riesen-Nervensäge wird, seine beiden Kinder, die in der Privatschule, auf die sie geschickt werden, nicht gerade herausragend gut sind, sowie seine Schwiegermutter, die zu viel trinkt.
Um das ganz alltägliche Chaos in den Griff zu bekommen, beschließt die Familie, eine Haushaltshilfe zu beschäftigen. Es stellt sich die ruhige und empfindsame aus Mexiko stammende Einwanderin Flor Moreno mit Hilfe ihrer Cousine vor, da sie selbst noch kein Wort Englisch spricht. Trotz der Sprachbarriere hinterlässt sie einen positiven Eindruck bei den Claskys und bekommt die Arbeit zu einem sehr guten Lohn.
Während des Sommers ziehen die Claskys in ein Sommerhaus an der Küste und überreden Flor, nebst ihrer Tochter Cristina dort ebenfalls zu wohnen. John und Flor kommen sich – auch dank Flors besser werdender Sprachkenntnisse – allmählich immer näher. Deborah kümmert sich um die schulische Förderung der aufgeweckten Cristina, wobei sie auf Flors vehementen Widerwillen stößt.
Doch Deborah und Cristina können schlussendlich Flor umstimmen, so dass Cristina dank eines Stipendiums an die Privatschule gehen kann.
Nachdem John von seiner Frau erfährt, dass sie ihn mit dem Makler betrogen, die Affäre aber soeben beendet hat, lädt er Flor ein, mit ihm „irgendwohin zu fahren und abzuhängen“. Flor stimmt widerwillig zu, und so führt John sie in sein Restaurant und kocht ihr ein ausgezeichnetes Menü. Als sie sich nach dem Essen näherkommen, bricht Flor plötzlich das „Date“ ab und rennt nach Hause. Bei den Claskys zu Hause ist Deborah verzweifelt und weint sich währenddessen bei ihrer Mutter aus.
Flor hat beschlossen, dass sie den Claskys kündigt und nichts mehr mit ihnen zu tun haben will. Ihr Entschluss schließt auch ein, dass Cristina, die sich an der Privatschule bereits wohl fühlt, ihr Stipendium aufgibt. Flor gelingt es schließlich, ihre Tochter zu einem Neuanfang mit ihr zu überreden. Die Tochter erzählt die ganze Geschichte (aus dem Off) in einem Aufsatz, mit dem sie sich für einen Studienplatz bewirbt.

## Synchronisation
Die deutsche Synchronfassung entstand bei der RC Production Rasema Cibic, Berlin. Andreas Pollak schrieb das Dialogbuch und führte Regie. 2006 wurden Gisela Fritsch und Patricia Jahn für ihre Leistungen mit dem Deutschen Synchronpreis ausgezeichnet.
| Rolle                  | Darsteller          | Synchronsprecher       |
| ---------------------- | ------------------- | ---------------------- |
| John Clasky            | Adam Sandler        | Dietmar Wunder         |
| Deborah Clasky         | Téa Leoni           | Anke Reitzenstein      |
| Flor Moreno            | Paz Vega            | Isabel Fernández Casas |
| Evelyn Wright          | Cloris Leachman     | Gisela Fritsch         |
| Cristina Moreno (jung) | Shelbie Bruce       | Patricia Jahn          |
| Cristina Moreno (alt)  | Aimee Garcia        | Magdalena Turba        |
| Bernice Clasky         | Sarah Steele        | Adak Azdasht           |
| George Clasky          | Ian Hyland          | Ole Sinell             |
| Gwen                   | Angela Goethals     | Maria Sumner           |
| Makler                 | Thomas Haden Church | Johannes Berenz        |

## Filmmusik
Der Soundtrack stammt von Hans Zimmer.
1. Spanglish
2. The Beach
3. Welcome to the Claskys
4. Drunk and Disorderly
5. John Comes Home
6. Learning English
7. No Left
8. Malibu
9. Cooking
10. Bus Stop

## Kritiken
„Die ungeheure Dynamik seiner Geschichten – Brooks ist zumindest Koautor all seiner Filme – erwächst aus einer ganz speziellen Art von emotionalem Chaos, die sonst eigentlich eher eine Domäne amerikanischer Sitcoms ist. Wie sie pendelt auch Spanglish unentwegt zwischen Wahnwitz und Melancholie hin und her. Ständig schlägt die Stimmung um, oft sogar mehrmals in einer einzigen Szene. Die Ereignisse und mit ihnen die Gags überschlagen sich.“

„Cristina lernt, dass sie vor allem die Tochter ihrer Mutter ist, alles Amerikanische kommt später. Ist schließlich eine schöne Botschaft: Vergiss nicht, wo du herkommst, während du in Richtung Leitkultur strebst.“

„Eine melancholisch angehauchte romantische Komödie mit multikulturellem Subplot, die durch schlechtes Timing und falsche Tonlagen viele Chancen verspielt, die der Stoff zu bieten hätte.“

## Auszeichnungen
Hans Zimmer wurde im Jahr 2005 für die Filmmusik für den Golden Globe Award nominiert. Der Film als Beste Komödie, Shelbie Bruce, Sarah Steele und Ian Hyland wurden 2005 für den Young Artist Award nominiert. Cloris Leachman wurde 2005 für den Screen Actors Guild Award nominiert.

## Hintergründe
Die Produktionskosten betrugen schätzungsweise 80 Millionen US-Dollar. Die Komödie kam am 17. Dezember 2004 in die US-amerikanischen Kinos und am 7. April 2005 in die deutschen Kinos. Sie spielte in den Kinos der USA ca. 42 Millionen US-Dollar ein.